# Solvatocromism

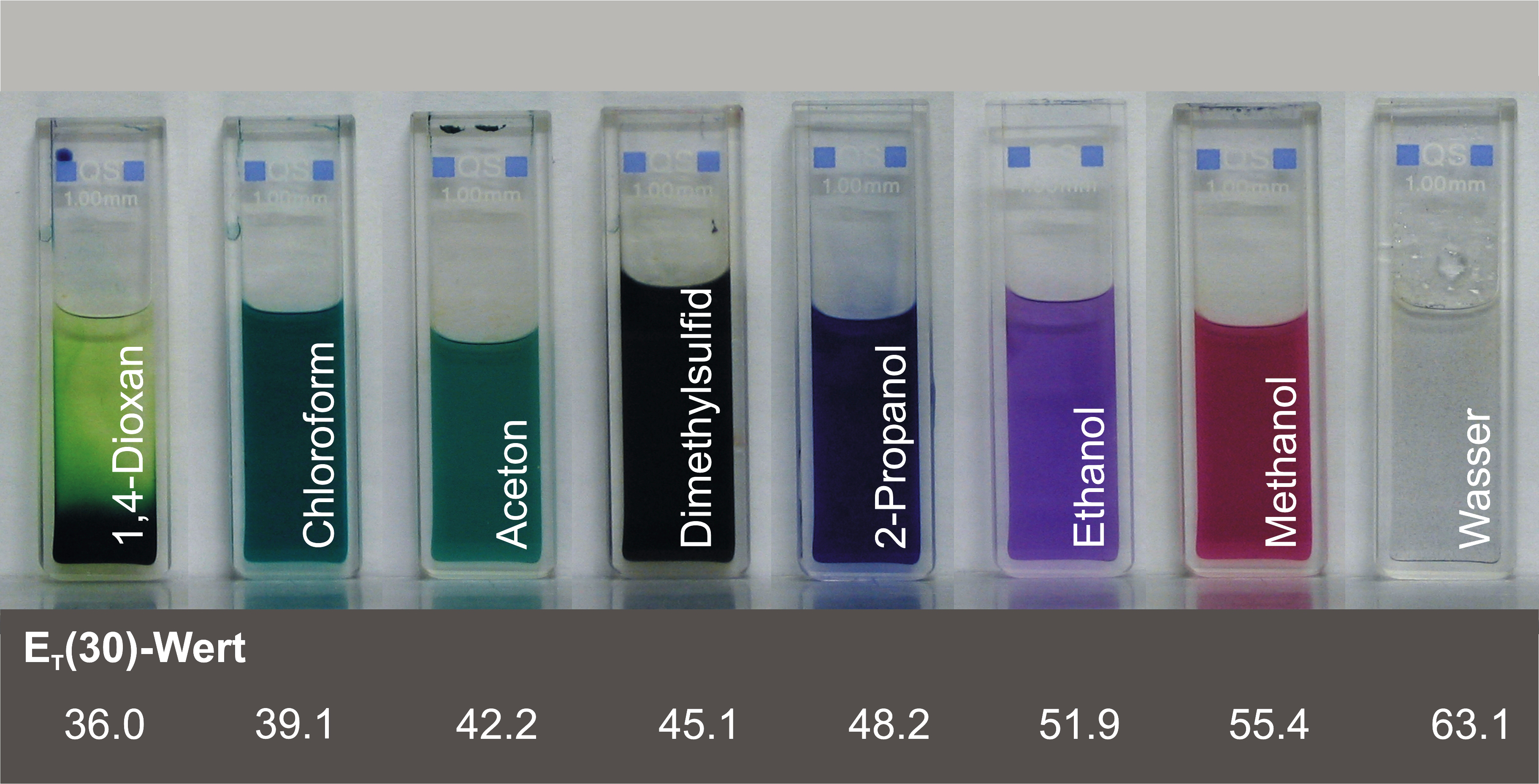
Exemplu de solvatocromism: colorant Reichardt solubilizat în diverși solvenți

În chimie, solvatocromismul (sau solvatocromia) este fenomenul observat când culoarea unei soluții diferă atunci când solutul este dizolvat în solvenți diferiți.